# Max Binnington
Max Binnington OAM (eigentlich Maxwell Binnington; * 8. März 1949) ist ein ehemaliger australischer Hürdenläufer, der wegen seiner Sprintstärke auch als Staffelläufer eingesetzt wurde.

## Karriere
1974 gewann er bei den British Commonwealth Games in Christchurch Bronze über 110 m Hürden und kam mit der australischen Mannschaft in der 4-mal-400-Meter-Staffel auf den vierten Platz. Bei den Olympischen Spielen 1976 in Montreal schied er über 110 m Hürden und mit der australischen 4-mal-400-Meter-Stafette jeweils im Vorlauf aus.
1978 holte er bei den Commonwealth Games in Edmonton Silber über 110 m Hürden und belegte mit dem australischen Team in der 4-mal-100-Meter-Staffel den siebten Platz. Bei den Commonwealth Games in Brisbane wurde er über 110 m Hürden Fünfter.
Viermal wurde er Australischer Meister über 110 m Hürden (1975, 1979, 1981, 1982) und einmal über 400 m Hürden (1975).

## Bestzeiten
- 100 m: 10,4 s, 1976
- 200 m: 21,2 s, 1976
- 400 m: 47,5 s, 1976
- 110 m Hürden: 13,72 s, 4. Oktober 1982, Brisbane
- 400 m Hürden: 50,7 s, 23. März 1975, Adelaide